# Polnische Eishockeyliga 1932/33
Die Saison 1932/33 war die sechste Austragung der polnischen Eishockeymeisterschaft. Meister wurden jeweils zum ersten Mal in der Vereinsgeschichte überhaupt Pogoń Lwów und Legia Warszawa, die vom Verband zum gemeinsamen Meister ernannt wurden.

## Modus
Die drei besten Mannschaften Polens qualifizierten sich für das Finalturnier. Die beiden punktgleichen Erstplatzierten des Finalsturniers wurden am Saisonende zum gemeinsamen Meister ernannt. Für einen Sieg erhielt jede Mannschaft zwei Punkte, bei einem Unentschieden gab es einen Punkt und bei einer Niederlage null Punkte.

## Finalturnier
- Pogoń Lwów – AZS Posen 2:0
- Legia Warschau – AZS Posen 2:1
- Legia Warschau – Pogoń Lwów 0:0 n. V.

|    | Klub           | Sp | S | U | N | Tore | Punkte |
| -- | -------------- | -- | - | - | - | ---- | ------ |
| 1. | Pogoń Lwów     | 2  | 1 | 1 | 0 | 2:0  | 3      |
| 2. | Legia Warszawa | 2  | 1 | 1 | 0 | 2:1  | 3      |
| 3. | AZS Posen      | 2  | 0 | 0 | 2 | 1:4  | 0      |

Sp = Spiele, S = Siege, U = Unentschieden, N = Niederlagen